# Jan van Leeuwen
Jan van Leeuwen, né le 17 décembre 1946 à Waddinxveen, est un informaticien néerlandais,  professeur émérite d'informatique au Département des sciences de l'information et d'informatique de l'Université d'Utrecht.

## Formation et carrière
Van Leeuwen fait des études en mathématiques à l'Université d'Utrecht ; il obtient une maîtrise en 1967 et un doctorat en mathématiques en 1972 à la même université sous la direction de Dirk van Dalen . Il effectue des études postdoctorales à l' Université de Californie à Berkeley, puis obtient un poste de professeur à SUNY à Buffalo et à l' Université d'État de Pennsylvanie. Il retourne à Utrecht comme professeur en 1977. Il est chef de son département de 1977 à 1983, puis de 1991 à 1994, et doyen de 1994 à 2009. Jan van Leeuwen a été l'un des fondateurs d'Informatique Europe.

## Recherche
Jan van Leeuwen a contribué à de nombreux domaines d'informatique théorique, notamment à la conception d'algorithmes et à la théorie de la complexité computationnelle, ainsi qu'à la philosophie de l'informatique.  Parmi ses doctorants figurent Hans Bodlaender, et Mark Overmars. Van Leeuwen est un ancien éditeur de la série des Lecture Notes in Computer Science.

## Prix et distinctions
Van Leeuwen est membre de la Société royale néerlandaise des arts et des sciences depuis 1992 et a été élu à l'Academia Europaea  en 2006. En 2008, il a reçu un doctorat honorifique de la RWTH Aachen. En 2013, il a reçu le ACM Distinguished Service Award, avec Gerhard Goos et Juris Hartmanis.
En 1996, il a reçu la médaille d'or de l'Université Comenius de Bratislava et en 1999 la médaille Bolzano de l'Académie des sciences de la République tchèque. De 2009 à 2010, il a été Lorentz Fellow.
- Officier de l'ordre d'Orange-Nassau

## Livres
Jan van Leeuwen est l'éditeur de
- Handbook of Theoretical Computer Science, Vol A: Algorithms and Complexity, Elsevier Science Publ/MIT Press, 1990, auch Japanisch 1994
- Handbook of Theoretical Computer Science, Vol B: Formal Models and Semantics, Elsevier Science Publ/MIT Press, 1990

et d'un numéro spécial : 
- Computer Science Today, Lecture Notes in Computer Science Vol 1000, special anniversary volume, Springer-Verlag, 1995

Avec S. Barry Cooper
- Alan Turing: His Work and Impact, Elsevier, (ISBN 978-0-12-386980-7). Ce livre a remporté le R.R. Hawkins Award 2013 .